# Tmesisternus isabellae
Tmesisternus isabellae es una especie de escarabajo del género Tmesisternus, familia Cerambycidae. Fue descrita científicamente por Vollenhoven en 1871.
Habita en Nueva Guinea Occidental. Esta especie mide 22-30 mm.